# Malibu (Likör)
Malibu ist ein klarer Kokoslikör (Englisch coconut liqueur), hergestellt mit weißem Rum, Zucker und Kokosnussaromen. Er hat einen Alkoholgehalt von 21 Volumenprozent.
Das Produkt wurde in den 1980er Jahren von dem englischen Geschäftsmann Tom Jago konzipiert, der auch Baileys Irish Cream entwickelte. Der Kokoslikör sollte die Herstellung von Piña Coladas vereinfachen. Der Name nimmt mutmaßlich auf den Strandort Malibu in Kalifornien Bezug (was das Unternehmen nicht davon abhält, seinen Werbekampagnen einen karibischen Anstrich zu geben). Die Marke ist seit 2005 im Besitz von Pernod Ricard und wird u. a. in Spanien hergestellt.
Malibu ist ein Bestandteil vieler Cocktails. Er wird selten pur getrunken, meistens mit Ananas-, Orangen-, Maracuja- oder Kirschsaft gemischt, manchmal aber auch mit Zitronenlimonade (z. B. Sprite). Ebenso kann Malibu mit Milch vermischt werden, um dieser einen Kokosgeschmack ähnlich Kokosmilch zu verleihen. Zusammen mit Bacardi 151 und Ananassaft wird daraus ein „Caribou Lou“.
Das Malibu-Sortiment umfasst mittlerweile neben dem auch als Malibu Original oder Malibu Coconut bezeichneten Likör weitere Spirituosen und Mischgetränke mit „exotisch-karibischen“ Aromen und meist einem Beigeschmack von Kokosnuss.
Ein Konkurrenzprodukt ist Batida de Côco, das mit 16 Volumenprozent einen geringeren Alkoholgehalt hat und gezuckerte Kondensmilch enthält, um der Spirituose den optischen Charakter von Kokosmilch zu verleihen.